# Lesnica (Trgovište)
Pour les articles homonymes, voir Lesnica.
Lesnica (en serbe cyrillique : Лесница) est un village de Serbie situé dans la municipalité de Trgovište, district de Pčinja. Au recensement de 2011, il comptait 99 habitants.

## Démographie
| 1948 | 1953 | 1961 | 1971 | 1981 | 1991 | 2002 | 2011 |
| ---- | ---- | ---- | ---- | ---- | ---- | ---- | ---- |
| 672  | 632  | 495  | 430  | 324  | 217  | 159  | 99   |

|  |